# COOL - RENTAL BODY GUARD -
『COOL -RENTAL BODY GUARD-』（クール レンタルボディーガード）は、『週刊少年ジャンプ』にて1997年40号から1998年7号まで連載された許斐剛による日本の漫画作品。単行本は全3巻（文庫版全2巻）。

## 作品概要
レンタルボディガードである青年COOLが、依頼者を裏世界の人間などから守るというストーリー。レンタルボディーガードには「テクニシャン」「パワー」「スピード」「トリッキー」の4種類ありそれぞれに5～100万円のレンタル料金が設定されているが主人公である「トリッキー」のクールだけは値段が時価であり、金銭的に余裕のない相手でも雇うことができる。

## 主な登場人物
COOL（クール）
本名は不明。1975年11月27日生まれのO型。喫茶店JAMのレンタルボディーガードで、笑子からボディーガードの依頼を受け、ボディーガードとなる。特技は相手に外れくじを引かすこと。洞察力に優れており、無口でラジカセを使って会話する（あらかじめ相手の言動を予測しテープに録音している）。普段はそれを利用して笑子をおちょくっているが、敵を欺くトリックとしても使用する。
熱くなるとサングラスをかけ「COOL」を連呼する。タイプは「トリッキー」。レンタル料は時価。
岡村笑子（おかむら しょうこ）
1980年5月7日生まれのO型。父親の事件が切っ掛けで、COOLに喫茶JAMのレンタルボディーガードを依頼する。現在はJAMでバイト中。いつもCOOLにおちょくられている。
手塚国風
1972年1月4日生まれのAB型。喫茶店JAMのマスターで、ボディーガードたちを仕切るボス的な存在。タイプは「テクニシャン」。レンタル料は100万円。
DON
本名は菊武志乃（きくむ しの）。1974年8月8日生まれのO型。喫茶店JAMのレンタルボディーガード。自分のことを用心棒と思っており、自ら売り込みに行く。好きなものはジューシーカツ定食。特技はダイナミックパンチ、投げ縄、ダンス。タイプは「パワー」（本人はダイナミックと豪語）。実家は北海道で牧場を経営している。レンタル料は7万円。

KAL
本名は鳳　藤一郎（おおとり　とういちろう）。1973年3月30日生まれのAB型。喫茶店JAMのレンタルボディーガード。本編にはバラをくわえた後姿しか登場していない。好きなものはバラ、女の子、ハマチ。タイプは「スピード」。レンタル料は5万円。

## 『テニスの王子様』との関連
- 『テニスの王子様』40.5巻より、遠山金太郎の好きな本が『COOL』となっている。
- ニンテンドーDS『もっと学園祭の王子様』における遠山金太郎との会話に「ラジカセ持ったレンタルボディーガードの話」というネタが登場する。
- 作者のTwitter(X)に於いて、手塚国風は手塚国光のいとこだと明かされた。

## 書誌情報
ジャンプ・コミックス
1. 1998年2月発売、ISBN 978-4088725208
2. 1998年5月発売、ISBN 978-4088725543
3. 1998年7月発売、ISBN 978-4088725772

集英社文庫
2巻には作者のデビュー作『鉄人〜世界一固い男〜』を収録。
1. 2009年3月18日発売、ISBN 978-4086188753
2. 2009年3月18日発売、ISBN 978-4086188760